# 蘇爺爺的肖像畫
《蘇爺爺的肖像畫》，2019年台灣電視電影，為中華電視股份有限公司優質台語影音計畫「華視金選劇場」，由柯一正、鍾其翰、達伶、高欣欣、大久保麻梨子領銜主演，2018年12月4日開拍，華視主頻2019年4月14日上檔。

## 劇情大綱
追夢受挫的攝影師洪宗明，經濟窘困而捉襟見肘，母親竟又意外過世，使他放棄了攝影，屈服現實，輾轉搬到老裁縫店樓上的狹窄房間，頹廢的他因此與老裁縫師蘇爺爺屢屢產生衝突，卻在過程中，意外揭露蘇爺爺的老照片中，藏著一段無法忘卻的回憶，也勾出各自的思念，境遇產生共鳴。

## 演員列表
| 演員         | 角色       | 介紹 |
| 柯一正       | 蘇爺爺     | 台灣人，經歷日治時期統治，精通日語台語，國語反倒沒有那麼流利。戰後的蘇家也不如以往，蘇爺爺看在眼裡，在近20歲時，便選擇走不一樣的路，拜上海籍外省師父學習西服製作。 |
| 鍾其翰       | 洪宗明     | 美術系畢業，精通繪畫攝影，畢業之後選擇平面攝影一職，結合繪畫美術的底子，期待闖出一片天。                                                                           |
| 高欣欣       | 張麗雯     | 宗明母親，在市區的醫院擔任清潔工作。總是在宗明身後默默支持，相信宗明只要肯吃苦肯努力，終將否極泰來。                                                               |
|              | 蘇祐俊     | 蘇爺爺的兒子，排名老么。 |
| 達伶         | 蘇玉晴     | 蘇爺爺的孫女，蘇俊佑的獨生女，從小便學習繪畫。與宗明一樣從美術系畢業，是學長學妹關係。                                                                             |
| 大久保麻梨子 | 伊藤由美子 | 是少數在戰後光復，仍決定留在台灣的日本人，求學時期與蘇爺爺兩人相識相戀，卻瞞著所有人。                                                                             |

## 播出時間
| 頻道     | 所在地 | 首播日期      | 播放時間    | 收視率 |
| -------- | ------ | ------------- | ----------- | ------ |
| 華視主頻 | 臺灣   | 2019年4月14日 | 21:30-23:15 | 0.22   |

(調查範圍是四歲以上收看電視之觀眾)

## 製作團隊
- 監製：趙大同
- 製作人：王冠、徐嘉森、蔡岳宏
- 編審：仕娟
- 編劇：黃唯哲
- 導演：游翰庭
- 製作協調：龔翠萍
- 製片統籌：陳志成
- 執行製片：侯智騰
- 副導：徐千淳
- 場記：陳宜亨
- 攝影：翁家尉
- 攝大助：黃嘉裕
- 攝二助：侯昀中
- 攝三助：林亭津
- 收音：潘定宏
- 燈光：周志信
- 燈大助：王文棟
- 燈二助：王彥儒
- 美術：李建裕
- 美術助理：廖生淞、楊娟
- 造型：王禎旎
- 妝髮：蔡欣芳
- 造型助理：許慈芳
- 場務：廖志成、廖松川
- 電工：程穎麒
- 台語顧問：蔡岳宏
- 財務：曹惠雅
- 企劃：曾品綺
- 宣傳：華視公關服務中心 吳御曄、羅仕倫、蔡森棋、劉持恩、曾興仁
- 剪接：吳永祥
- 調光：楊儉業
- 後期：合瑪製作股份有限公司
- 音樂：金宏影視錄音有限公司

## 外部連結
| 臺灣 華視主頻 星期日 21:30 - 23:15 | 臺灣 華視主頻 星期日 21:30 - 23:15 | 臺灣 華視主頻 星期日 21:30 - 23:15 |
| ---------------------------------- | ---------------------------------- | ---------------------------------- |
|                                    | 蘇爺爺的肖像畫 （2019年4月14日）   |                                    |
| 失父招領 （2019年4月7日）          | 我的阿北同學 （2019年4月21日）     |                                    |